# Iridia Salazar
Iridia Salazar, née le 14 juin 1982 à Mexico est une taekwondoïste mexicaine. Elle a obtenu la médaille de bronze lors des Jeux olympiques d'été de 2004 dans la catégorie des moins de 57 kg.
Salazar a également été triple médaillée d'argent aux Championnats du monde en 1999, 2001 et 2003 et a remporté deux Coupes du Monde en 2000 et 2002.
Son frère Óscar a également pratiqué le taekwondo au haut niveau et a été comme elle médaillé olympique en 2004.

## Vie privée
Elle fut un moment la compagne du taekwondoïste français Christophe Négrel.

## Distinctions personnelles
Élue meilleure sportive mexicaine de l'année en 2003